# Renault Monasix
La Monasix est une automobile fabriquée par Renault de 1927 à 1931.

## Types

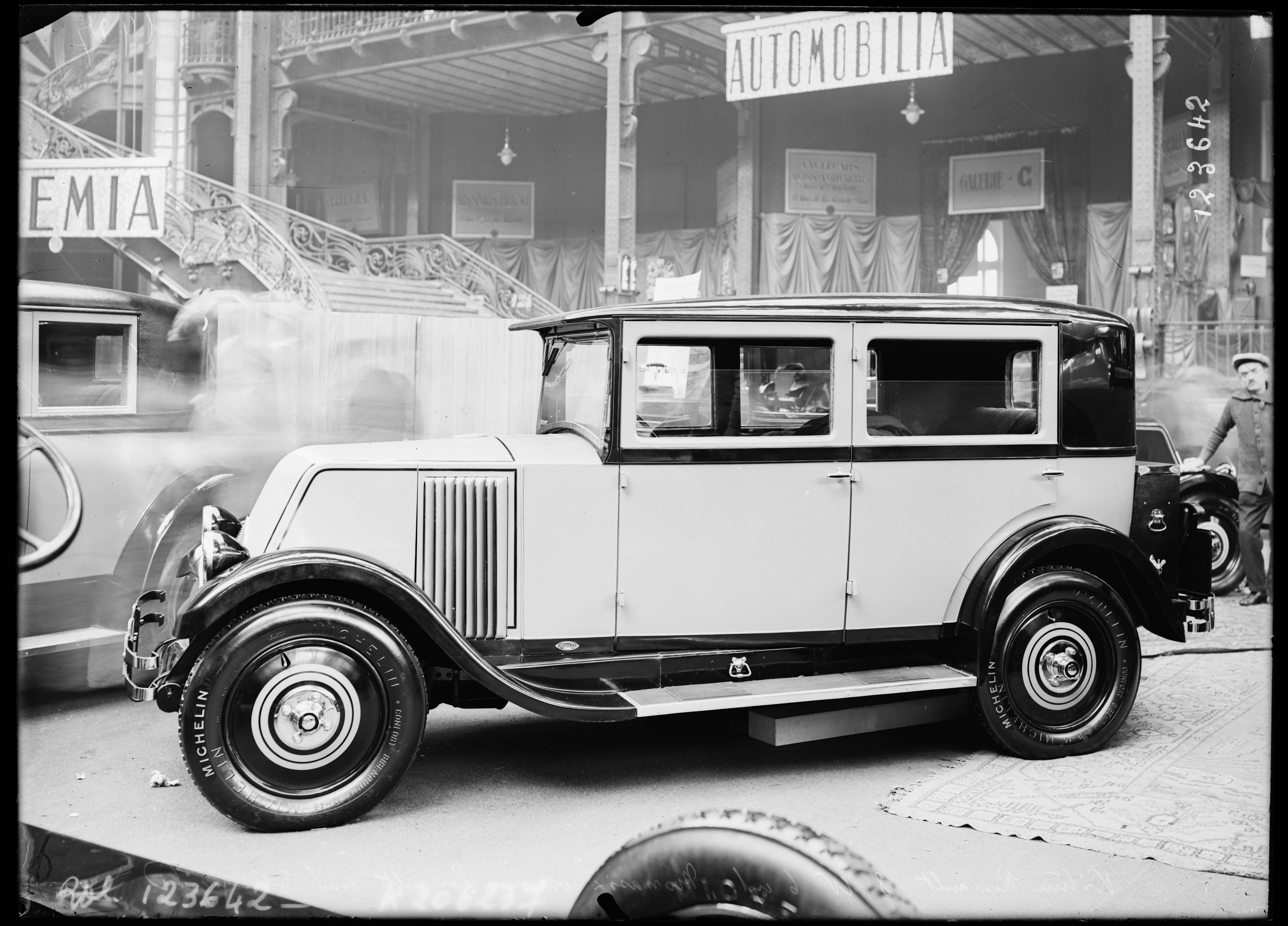
Renault "Monasix" (salon de l'auto 1927 à l'intérieur du Grand Palais)

- RY : Coffres latéraux au niveau des marche-pieds. Radiateur en position AR du moteur.
- RY1 : Coffres latéraux supprimés. Radiateur en position AR du moteur.
- RY2 : Coffres latéraux supprimés. Radiateur en position AV du moteur. Calandre à ailettes horizontales. Pas d'ouïes latérales sur capot.
- RY3 : Radiateur en position AV du moteur. Calandre inclinée à ailettes verticales. Ouïes latérales sur capot. Sièges AV séparés.

## Compétition
Une Monasix pilotée par Quatresous remporte le Grand Prix du Maroc en 1928 dans la catégorie Sport 1 500 cm3.